# Алонсо, Освальдо
Освальдо Алонсо Морено (исп. Osvaldo Alonso Moreno; 11 ноября 1985, Сан-Кристобаль, Куба) — американский футболист кубинского происхождения, полузащитник. Рекордсмен клуба «Сиэтл Саундерс» по количеству сыгранных матчей. Выступал за сборную Кубы.

## Биография

### Начало карьеры
Родился 11 ноября 1985 года в городе Сан-Кристобаль. Играть в футбол начал в команде «Пинар-дель-Рио». В сентябре 2006 года дебютировал в составе сборной Кубы, отыграв 3 матча на групповом этапе Карибского кубка 2007 и забив гол в дебютной игре против Теркса и Кайкоса. По итогам всего турнира Куба занял третье место и получил путёвку на Золотой кубок КОНКАКАФ 2007.

#### Побег в США
Летом 2007 года Алонсо вместе со сборной Кубы прибыл в США для участия в Золотом кубке. На турнире он принял участие в двух первых матчах группового этапа против команд Мексики и Панамы, однако перед последним матчем группового этапа против сборной Гондураса, проходившем в Хьюстоне, Алонсо вместе с партнёрами по команде пошёл в местный Walmart. В один момент он отделился от остальных игроков и вскоре покинул магазин. Он прошёл несколько кварталов и пытался найти кого-то владеющего испанским, пока наконец не встретил мексиканца. Алонсо попросил у него телефон, чтобы связаться со своим другом в Майами. Друг сказал, что ему нужен автобус до Майами. Тогда Алонсо дал мексиканцу 100 долларов и попросил купить билет. Через полтора дня он приехал в Майами.
Летом того же года он проходил просмотр в клубе «Чивас США» вместе с другим сбежавшим игроком Лестером Море, но в итоге решил подписать контракт с командой «Чарлстон Бэттери», за которую провёл один сезон в USL.
19 июня 2012 года Алонсо стал гражданином США. Женат на Лиан Перес, кубинке, переехавшей в Майами в 2004. У пары есть сын Деннис.

### «Сиэтл Саундерс»

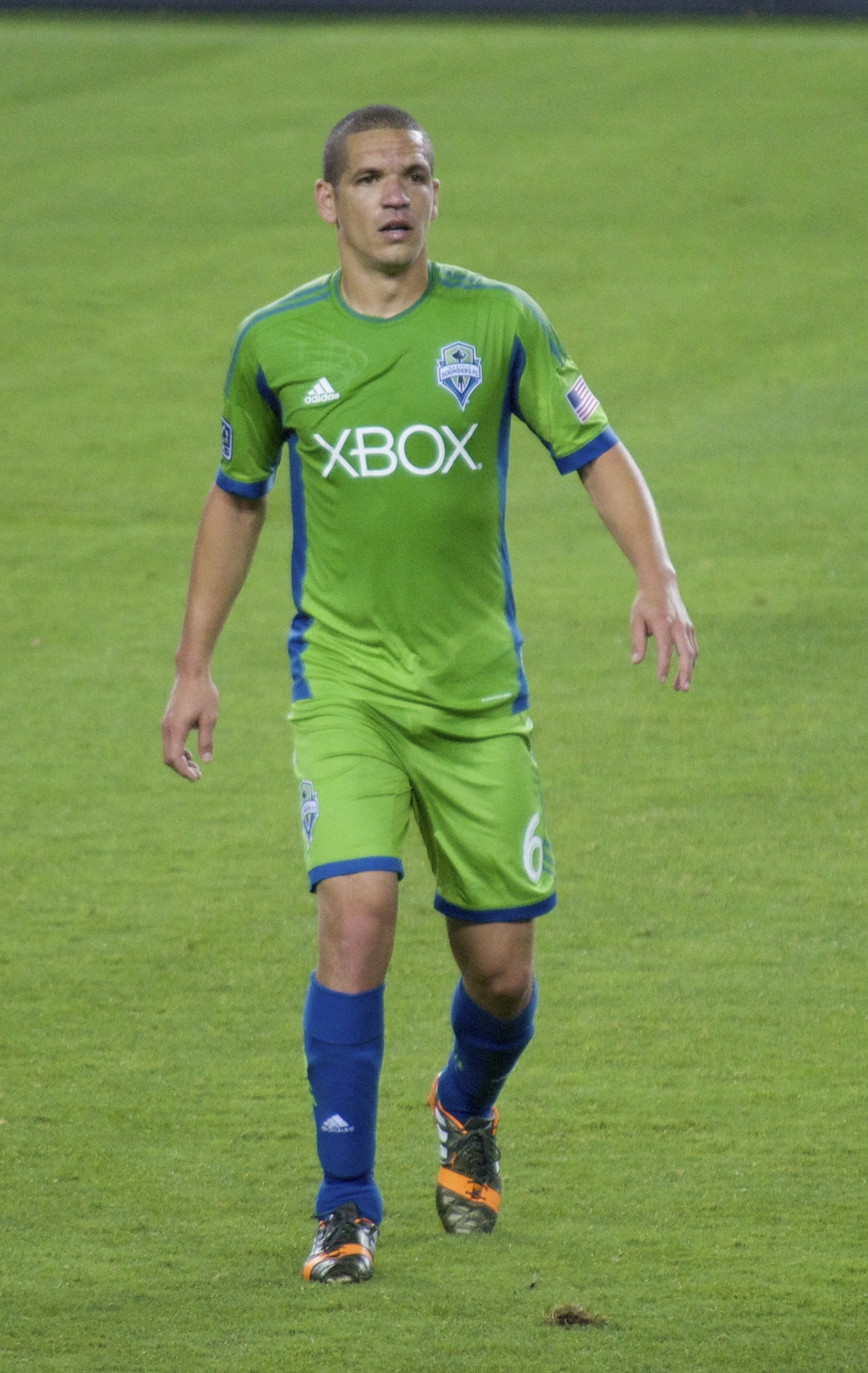
В составе «Сиэтл Саундерс» в 2014 году

27 января 2009 года подписал контракт с новичком MLS «Сиэтл Саундерс». В новом клубе он быстро стал игроком основы, сыграв в 28 матчах в дебютном сезоне в MLS, отыграв полностью 26 матчей и проведя на поле 210 минут в двух матчах плей-офф против «Хьюстон Динамо» (ответный матч завершился дополнительным временем). В дальнейшем оставался основным игроком клуба и провёл в этом статусе около 10 лет, был капитаном команды. В составе «Саундерс» Алонсо стал победителем MLS 2016 и четырежды обладателем Открытого кубка США. На момент ухода из команды являлся рекордсменом клуба по количеству сыгранных матчей (суммарно более 300, 277 в регулярных сезонах MLS) и был последним игроком, выступавшим за клуб с первого сезона в MLS.

### «Миннесота Юнайтед»
10 января 2019 года подписал контракт с «Миннесота Юнайтед». За «гагар» дебютировал 2 марта в матче стартового тура сезона 2019 против «Ванкувер Уайткэпс». 13 апреля в матче против «Нью-Йорк Сити», которым открывался стадион «Миннесота Юнайтед» — «Аллианц Филд», забил свой первый гол за «гагар», также ставший первым голом, забитым на новом стадионе. 6 марта 2021 года Алонсо подписал новый контракт с «Миннесота Юнайтед». По окончании сезона 2021 срок контракта Алонсо с «Миннесота Юнайтед» истёк и он стал свободным агентом.

### «Атланта Юнайтед»
23 декабря 2021 года Алонсо присоединился к «Атланта Юнайтед», подписав однолетний контракт с опцией продления ещё на один сезон. За «Атланта Юнайтед» дебютировал 27 февраля 2022 года в матче стартового тура сезона против «Спортинг Канзас-Сити». 2 апреля в матче против «Ди Си Юнайтед» получил разрыв передней крестообразной связки правого колена, вследствие чего был помещён в список травмированных до конца сезона. После завершения сезона 2022 «Атланта Юнайтед» задействовал опцию продления контракта Алонсо. Из-за травмы он пропустил 14 месяцев, вернувшись на поле 4 июня 2023 года в матче «Атланта Юнайтед 2» в MLS Next Pro против «Интер Майами II». По окончании сезона 2023 контракт Алонсо с «Атланта Юнайтед» истёк и он стал свободным агентом.
8 января 2024 года Освальдо Алонсо объявил о завершении карьеры.

## Достижения

### Командные
«Пинар-дель-Рио»
- Чемпион Кубы: 2006

«Сиэтл Саундерс»
- Чемпион MLS (1): 2016
- Обладатель Supporters’ Shield: 2014
- Обладатель Открытого кубка США (4): 2009, 2010, 2011, 2014

### Личные
- Участник матча всех звёзд MLS (3): 2011, 2012, 2014
- Лучшие 11 MLS: 2012